# ザーメンジャンキー 〜早くちょうだい、濃厚ミルク〜
『ザーメンジャンキー 〜早くちょうだい、濃厚ミルク〜』（ザーメンジャンキー はやくちょうだいのうこうミルク）は、日本のアダルトゲームブランド・スワンマニアが2010年4月30日に発売した18禁アドベンチャーゲーム。

## 概要
有限会社アセンドアイの低価格ブランドの1つ・スワンマニアの第19作。フルプライスブランド・スワンアイのメイン原画家である文月紫が2007年の『淫妹LOVE』以来3年ぶりに低価格タイトルのメイン原画を担当している。
ヒロイン2人の精液に対する禁断症状が本作の主題であるが、スワン系ブランドの大きな売りとなっている「ボテもえ」路線は本作でも健在であり、選択肢によっては主人公が中出しを繰り返してヒロインが妊娠する展開が用意されている。

## ストーリー
鳴海和久は風邪を引いて学校を休み、自宅で療養していた。そこへ同じクラスの社長令嬢・時崎葵がお見舞いに訪れるが、和久はオナニーの最中であった。その光景を見た葵はショックで倒れ込み、お見舞いに来てもらった和久の方が葵を介抱することになってしまう。
やがて葵は意識を取り戻すが、突然「オナニーを手伝わせて欲しい」と言い出し、和久を驚かせる。

## 登場人物
鳴海 和久（なるみ かずひさ）
主人公。風邪により自宅で療養していたところに同じクラスの時咲葵がお見舞いに訪れ、オナニーを見られてしまう。そのことが原因で葵の精液中毒症を呼び覚ましてしまい、事あるごとに精液をねだられるようになってしまう。
時崎 葵（ときさき あおい）
和久と同じクラスの社長令嬢。スリーサイズはB86/W55/H83。精液中毒症の素質を持っているが、直接的な性体験が皆無であったため、本人には全く自覚が無い状態であった。ところが、風邪で欠席した和久を見舞った際に和久のオナニーを見てしまい、卒倒。そのことが原因で精液中毒を発症し、和久の精液無しでは生きられなくなってしまう。
高原 美夢（たかはら みゆ）
和久と同じクラスの幼馴染。スリーサイズはB80/W58/H87。和久に片想いしているが、積極的なアプローチも知ってか知らずかスルーされてしまい、空振り状態が続いている。葵が精液中毒を発症し、和久の精液無しでは生きられなくなったことに焦りを感じて恥ずかしさを我慢しつつ、彼に性的な奉仕をし始める。

## スタッフ
- シナリオ - 神城綾斗
- 原画 - 文月紫
- 音楽 - Arp